# 10716 Olivermorton
10716 Olivermorton este un asteroid din centura principală de asteroizi.

## Descriere
10716 Olivermorton este un asteroid din centura principală de asteroizi. A fost descoperit pe 29 noiembrie 1983 la Stația Anderson Mesa de Edward L. G. Bowell. Asteroidul prezintă o orbită caracterizată de o semiaxă mare de 2,67 ua, o excentricitate de 0,12 și o înclinație de 9,8° în raport cu ecliptica.